# Санчес, Освальдо
Осва́льдо Хавье́р Са́нчес Иба́рра (исп. Oswaldo Javier Sánchez Ibarra; род. 21 сентября 1973, Гвадалахара) — мексиканский футболист, известный по выступлениям за «Сантос Лагуна», «Гвадалахару» и сборную Мексики. Участник чемпионатов мира 1998, 2002 и 2006 года в составе сборной Мексики. Участник летних олимпийских игр 1996 года в Атланте.

## Клубная карьера

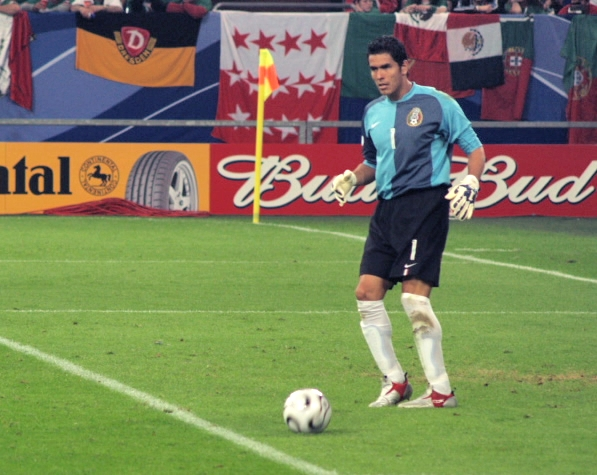
Санчес в составе сборной Мексики

Санчес начал свою карьеру в клубе «Атлас». 20 октября 1993 года в матче против «Веракрус» он дебютировал за команду в мексиканской Примере. В начале Освальдо получал мало игровой практики выступая за клуб, только когда основной вратарь был травмирован. Спустя два года Санчес завоевал место в основе.
В 1996 году он перешёл в столичную «Америку». На протяжении первого сезона он был сменщиком Уго Пинеды, тем не менее он принял участие в 19 матчах включая полуфинал чемпионата против «Монаркас Морелия». В 1999 году Санчес принял приглашение «Гвадалахары». Он стал капитаном команды, её лидером и одним из ключевых футболистов. В 2000 году в матче розыгрыша Кубка Мерконорте против эквадорского «Эль Насьоналя» Освальдо забил важный гол в конце встречи, придя в штрафную соперника на подачу углового. В 2006 году благодаря его усилиям «Гвадалахара» стала чемпионом Апертуры.
В 2007 году Санчес подписал контракт с клубом «Сантос Лагуна». В составе новой команды Освальдо дважды выиграл Примеру в 2008 и 2012 годах. Он был удостоен капитанской повязки и был самым опытным футболистом в клубе.

## Международная карьера
Один из лучших вратарей в мексиканском футболе в 1990—2000-е годы. За сборную Мексики провёл порядка сотни матчей, участник трёх чемпионатов мира, трёх Кубков Америки, Олимпийских игр, победитель двух розыгрышей Золотого кубка КОНКАКАФ.

## Достижения
Командные
 «Гвадалахара»
- Чемпионат Мексики по футболу — Апертура 2006

 «Сантос Лагуна»
- Чемпионат Мексики по футболу — Клаусура 2008
- Чемпионат Мексики по футболу — Клаусура 2012

Международные
 Мексика
- Золотой кубок КОНКАКАФ — 1996
- Золотой кубок КОНКАКАФ — 2003
- Золотой кубок КОНКАКАФ — 2007
- Кубок Америки по футболу — 2001
- Кубок Америки по футболу — 2007